# Női röplabdatorna a 2015. évi nyári európai ifjúsági olimpiai fesztiválon
A 2015. évi nyári európai ifjúsági olimpiai fesztiválon a női röplabda mérkőzéseket július 27. és augusztus 1. között rendezték Tbilisziben.

## Érmesek
| A 2015. évi nyári európai ifjúsági olimpiai fesztivál érmesei női röplabdában | A 2015. évi nyári európai ifjúsági olimpiai fesztivál érmesei női röplabdában | A 2015. évi nyári európai ifjúsági olimpiai fesztivál érmesei női röplabdában | A 2015. évi nyári európai ifjúsági olimpiai fesztivál érmesei női röplabdában |
| --- | --- | --- | ----------------------------------------------------------------------------- |
| Arany | Ezüst | Bronz |                                                                               |
| Törökország · Melisa Memis · Tugba Senoglu · Gizem Asci · Saliha Sahin · Buket Gulubay · Yasemin Guveli · Selmin Karahan · Ezgi Akyaldiz · Ceren Domac · Tutku Yuzgenc · Zehra Gunes · Buse Melis Kara | Szerbia · Katarina Lazović · Ana Martinović · Ana Jaksić · Tijana Milojević · Ljubica Milojević · Jovana Kocić · Anastasija Sekulić · Tamara Radmilović · Andela Veselinović · Milica Tasić · Vanja Bukilić · Anja Asonja | Olaszország · Jennifer Boldini · Alessia Gardini · Beatrice Negretti · Benedetta Bartolini · Sasha Colombo · Giorgia Mazzon · Sylvia Nwakalor · Ilenia Moro · Marta Masiero · Beatrice Tenti · Aurora Pistolesi · Alessia Mazzon |                                                                               |

## Csoportkör

### A csoport
|             |      | Mérkőzések | Mérkőzések | Szettek | Szettek | Szettek | Pontok | Pontok | Pontok |
| Csapat      | Pont | Gy         | V          | Sz+     | Sz–     | SzA     | P+     | P–     | PA     |
| ----------- | ---- | ---------- | ---------- | ------- | ------- | ------- | ------ | ------ | ------ |
| Törökország | 8    | 3          | 0          | 9       | 4       | 2,25    | 292    | 253    | 1,15   |
| Olaszország | 7    | 2          | 1          | 8       | 4       | 2,00    | 256    | 241    | 1,06   |
| Oroszország | 3    | 1          | 2          | 5       | 6       | 0,83    | 246    | 229    | 1,07   |
| Grúzia      | 0    | 0          | 3          | 1       | 9       | 0,11    | 177    | 248    | 0,71   |

| 2015. július 27. 11:00 | Törökország                         | 3–2 | Olaszország | Tbiliszi, Grúzia |
| 2015. július 27. 11:00 | (25–11, 20–25, 25–18, 21–25, 15–12) |     |             | Tbiliszi, Grúzia |

| 2015. július 27. 16:30 | Oroszország                       | 3–0 | Grúzia | Tbiliszi, Grúzia |
| 2015. július 27. 16:30 | (25–12, 25–17, 25–22) Jegyzőkönyv |     |        | Tbiliszi, Grúzia |

| 2015. július 28. 11:00 | Oroszország                              | 1–3 | Törökország | Tbiliszi, Grúzia |
| 2015. július 28. 11:00 | (16–25, 25–12, 23–25, 24–26) Jegyzőkönyv |     |             | Tbiliszi, Grúzia |

| 2015. július 28. 16:30 | Grúzia                            | 0–3 | Olaszország | Tbiliszi, Grúzia |
| 2015. július 28. 16:30 | (15–25, 19–25, 18–25) Jegyzőkönyv |     |             | Tbiliszi, Grúzia |

| 2015. július 29. 11:00 | Olaszország                              | 3–1 | Oroszország | Tbiliszi, Grúzia |
| 2015. július 29. 11:00 | (25–16, 25–18, 14–25, 26–24) Jegyzőkönyv |     |             | Tbiliszi, Grúzia |

| 2015. július 29. 16:30 | Törökország                              | 3–1 | Grúzia | Tbiliszi, Grúzia |
| 2015. július 29. 16:30 | (25–15, 25–11, 23–25, 25–23) Jegyzőkönyv |     |        | Tbiliszi, Grúzia |

### B csoport
|               |      | Mérkőzések | Mérkőzések | Szettek | Szettek | Szettek | Pontok | Pontok | Pontok |
| Csapat        | Pont | Gy         | V          | Sz+     | Sz–     | SzA     | P+     | P–     | PA     |
| ------------- | ---- | ---------- | ---------- | ------- | ------- | ------- | ------ | ------ | ------ |
| Szerbia       | 9    | 3          | 0          | 9       | 1       | 9,00    | 252    | 177    | 1,42   |
| Belgium       | 6    | 2          | 1          | 6       | 5       | 1,20    | 245    | 244    | 1,00   |
| Lengyelország | 2    | 1          | 2          | 4       | 8       | 0,50    | 258    | 283    | 0,91   |
| Csehország    | 1    | 0          | 3          | 4       | 9       | 0,44    | 250    | 301    | 0,83   |

| 2015. július 27. 13:30 | Belgium                      | 3–1 | Csehország | Tbiliszi, Grúzia |
| 2015. július 27. 13:30 | (22–25, 25–19, 25–17, 25–19) |     |            | Tbiliszi, Grúzia |

| 2015. július 27. 19:00 | Szerbia                           | 3–0 | Lengyelország | Tbiliszi, Grúzia |
| 2015. július 27. 19:00 | (25–13, 31–29, 25–19) Jegyzőkönyv |     |               | Tbiliszi, Grúzia |

| 2015. július 28. 13:30 | Szerbia                           | 3–0 | Belgium | Tbiliszi, Grúzia |
| 2015. július 28. 13:30 | (25–19, 25–14, 25–18) Jegyzőkönyv |     |         | Tbiliszi, Grúzia |

| 2015. július 28. 19:00 | Lengyelország                                   | 3–2 | Csehország | Tbiliszi, Grúzia |
| 2015. július 28. 19:00 | (17–25, 25–23, 25–19, 26–28, 15–10) Jegyzőkönyv |     |            | Tbiliszi, Grúzia |

| 2015. július 29. 13:30 | Csehország                              | 1–3 | Szerbia | Tbiliszi, Grúzia |
| 2015. július 29. 13:30 | (20–25, 3–25, 25–21, 17–25) Jegyzőkönyv |     |         | Tbiliszi, Grúzia |

| 2015. július 29. 19:00 | Belgium                                  | 3–1 | Lengyelország | Tbiliszi, Grúzia |
| 2015. július 29. 19:00 | (26–24, 21–25, 25–19, 25–21) Jegyzőkönyv |     |               | Tbiliszi, Grúzia |

## Az 5–8. helyért
| 2015. július 31. 11:00 | Lengyelország                            | 3–1 | Grúzia | Tbiliszi, Grúzia |
| 2015. július 31. 11:00 | (25–20, 25–19, 12–25, 25–14) Jegyzőkönyv |     |        | Tbiliszi, Grúzia |

| 2015. július 31. 13:30 | Oroszország                      | 3–0 | Csehország | Tbiliszi, Grúzia |
| 2015. július 31. 13:30 | (25–10, 25–9, 25–21) Jegyzőkönyv |     |            | Tbiliszi, Grúzia |

### A 7. helyért
| 2015. augusztus 1. 08:30 | Grúzia                                         | 2–3 | Csehország | Tbiliszi, Grúzia |
| 2015. augusztus 1. 08:30 | (21–25, 19–25, 25–21, 25–22, 9–15) Jegyzőkönyv |     |            | Tbiliszi, Grúzia |

### Az 5. helyért
| 2015. augusztus 1. 11:00 | Lengyelország                   | 0–3 | Oroszország | Tbiliszi, Grúzia |
| 2015. augusztus 1. 11:00 | (9–25, 13–25, 7–25) Jegyzőkönyv |     |             | Tbiliszi, Grúzia |

## Elődöntők
| 2015. július 31. 16:30 | Szerbia                                  | 3–1 | Olaszország | Tbiliszi, Grúzia |
| 2015. július 31. 16:30 | (27–29, 25–18, 25–10, 25–14) Jegyzőkönyv |     |             | Tbiliszi, Grúzia |

| 2015. július 31. 19:00 | Törökország                       | 3–0 | Belgium | Tbiliszi, Grúzia |
| 2015. július 31. 19:00 | (28–26, 25–21, 25–18) Jegyzőkönyv |     |         | Tbiliszi, Grúzia |

## Bronzmérkőzés
| 2015. augusztus 1. 14:00 | Olaszország                              | 3–1 | Belgium | Tbiliszi, Grúzia |
| 2015. augusztus 1. 14:00 | (25–12, 25–20, 18–25, 25–20) Jegyzőkönyv |     |         | Tbiliszi, Grúzia |

## Döntő
| 2015. augusztus 1. 16:30 | Szerbia                                        | 2–3 | Törökország | Tbiliszi, Grúzia |
| 2015. augusztus 1. 16:30 | (22–25, 11–25, 26–24, 25–19, 8–15) Jegyzőkönyv |     |             | Tbiliszi, Grúzia |

## Végeredmény
|          |               |      | Mérkőzések | Mérkőzések | Pontok | Pontok | Pontok | Szettek | Szettek | Szettek |  |
| Helyezés | Csapat        | Pont | Gy         | V          | P+     | P–     | PA     | Sz+     | Sz–     | SzA     |  |
| -------- | ------------- | ---- | ---------- | ---------- | ------ | ------ | ------ | ------- | ------- | ------- |  |
| Arany    | Törökország   | 15   | 5          | 0          | 478    | 410    | 1,16   | 15      | 6       | 2,5     |  |
| Ezüst    | Szerbia       | 12   | 4          | 1          | 446    | 356    | 1,25   | 14      | 5       | 2,8     |  |
| Bronz    | Olaszország   | 9    | 3          | 2          | 420    | 420    | 1      | 12      | 8       | 1,5     |  |
| 4.       | Belgium       | 6    | 2          | 3          | 387    | 401    | 0,96   | 7       | 11      | 0,63    |  |
|          |               |      |            |            |        |        |        |         |         |         |  |
| 5.       | Oroszország   | 9    | 3          | 2          | 396    | 298    | 1,32   | 11      | 6       | 1,83    |  |
| 6.       | Lengyelország | 6    | 2          | 3          | 374    | 436    | 0,85   | 7       | 12      | 0,58    |  |
| 7.       | Csehország    | 3    | 1          | 4          | 398    | 475    | 0,83   | 7       | 14      | 0,5     |  |
| 8.       | Grúzia        | 0    | 0          | 5          | 354    | 443    | 0,79   | 4       | 15      | 0,26    |  |